# 朱旺
朱旺（？—？），元朝濠州钟离（今安徽省凤阳县东）人。是明朝开国皇帝朱元璋的侄子，盱眙王朱兴盛長子，早逝，无子。洪武元年（1368年），明朝建立后，朱旺被追封昭信王。
| 無 原因：明政府封之 | 明昭信國國王 追封 | 無 原因：無子，封國撤除 |

1. ↑  《明史·諸王传一·太祖諸子一》